# Murato
Murato är en kommun i departementet Haute-Corse på ön Korsika i Frankrike. Kommunen ligger i kantonen Le Haut-Nebbio som tillhör arrondissementet Bastia. År 2022 hade Murato 564 invånare.

## Befolkningsutveckling
Antalet invånare i kommunen Murato
Referens:INSEE